# IC 1724
IC 1724 — галактика типу S0-a (спіральна галактика) у сузір'ї Скульптор.
Цей об'єкт міститься в оригінальній редакції індексного каталогу.